# 沃龍齊夫卡 (新敖德薩區)
47°16′53″N 32°4′29″E / 47.28139°N 32.07472°E
沃龍齊夫卡（烏克蘭語：Воронцівка），是烏克蘭南部的村莊，隸屬尼古拉耶夫州的尼古拉耶夫區。該村始建於1895年，面積0.52平方公里，海拔高度79米，2001年人口294，人口密度每平方公里565.4人。